# Torbjørn Heggem
Torbjørn Heggem (Trondheim, 12 de enero de 1999) es un futbolista noruego que juega en la demarcación de defensa para el Bologna F. C. 1909 de la Serie A.

## Selección nacional
Hizo su debut con la selección de fútbol de Noruega el 13 de octubre de 2024 en un partido de la Liga de Naciones de la UEFA 2024-25 contra Austria que finalizó con un resultado de 3-1 a favor del combinado austriaco tras un gol de Alexander Sørloth para el combinado noruego, y de Philipp Lienhart, Stefan Posch, Michael Gregoritsch y un doblete de Marko Arnautović.

## Clubes
| Club                       | País       | Año       | Partidos | Goles |
| -------------------------- | ---------- | --------- | -------- | ----- |
| Rosenborg BK               | Noruega    | 2018      | 1        | 0     |
| Ranheim Fotball (cedido)   | Noruega    | 2019-2020 | 52       | 1     |
| Sandnes Ulf                | Noruega    | 2021-2022 | 65       | 1     |
| IF Brommapojkarna          | Suecia     | 2023-2024 | 48       | 2     |
| West Bromwich Albion F. C. | Inglaterra | 2024-2025 | 46       | 1     |
| Bologna F. C. 1909         | Italia     | 2025-     |          |       |